# Тилден (Тексас)
Тилден (енгл. Tilden) насељено је место без административног статуса у америчкој савезној држави Тексас.

## Демографија
По попису из 2010. године број становника је 261.
| Група             | 2000.    | 2010.       |
| Белци             | 0 (0,0%) | 128 (49,0%) |
| Афроамериканци    | 0 (0,0%) | 8 (3,1%)    |
| Азијати           | 0 (0,0%) | 0 (0,0%)    |
| Хиспаноамериканци | 0 (0,0%) | 125 (47,9%) |
| Укупно            | 0        | 261         |